# Blagoje Marjanović
Blagoje "Mosa" Marjanovic (Belgrado, Serbia, 9 de septiembre de 1907 ; Belgrado, Yugoslavia, 1 de octubre de 1984) fue un futbolista y entrenador de fútbol serbio que jugaba por la selección de fútbol de Yugoslavia. 

## Trayectoria
Su primer club fue el SK Jugoslavija. Luego jugaría por el Olimpia, Dinamo Pancevo, entre otros, para retirarse como jugador en el Dinamo Pancebo.
Como director técnico, entrenó al OFK Belgrado en su país. Mientras que en el exterior dirigió a Torino y a Catania de Italia.

## Selección nacional
Ha sido internacional con la Selección de fútbol de Yugoslavia en 57 ocasiones marcando 36 goles. Logró anotar un gol en la Copa del mundo de 1930 ante Bolivia.

### Participaciones en Copas del Mundo
| Mundial                        | Sede    | Resultado |
| ------------------------------ | ------- | --------- |
| Copa Mundial de Fútbol de 1930 | Uruguay | Semifinal |

## Clubes

### Como jugador
| Club              | País   | Año       |
| ----------------- | ------ | --------- |
| SK Jugoslavija    | Serbia | 1920-25   |
| Olimpia           | Serbia | 1925      |
| OFK Belgrado      | Serbia | 1927-1939 |
| Čukarički Stankom | Serbia | 1939-1941 |
| Dinamo Pancevo    | Serbia | 1947      |
| Proleter Osijek   | Serbia | 1948      |
| Dinamo Pancevo    | Serbia | 1951      |

### Como entrenador
| Club         | País       | Año       |
| ------------ | ---------- | --------- |
| OFK Belgrado | Yugoslavia | 1953-1956 |
| Torino       | Italia     | 1957-1958 |
| Catania      | Italia     | 1958-1959 |
| FK Pobeda    | Yugoslavia | 1959      |

- Datos: Q2288163